# Acuerdo reparatorio
Se denomina acuerdo reparatorio, en Derecho procesal, a un acuerdo entre el imputado por un delito o falta y la víctima, que pone fin al proceso penal. 
Se puede definir, por tanto, como un medio autocompositivo de carácter judicial, bilateral, y no asistido, celebrado entre el imputado y la víctima, que requiere ser homologado por el juez de garantía y se celebran con el fin convenir la reparación de las consecuencias causadas por el delito (repara el daño mediante indemnización) y pone término al litigio penal pendiente respecto de un delito que afectare bienes jurídicos disponibles de carácter patrimonial, consistentes en lesiones menos graves o constituyentes de delitos culposos.
Dado el especial carácter del Derecho penal, que afecta a cuestiones de orden público y a bienes jurídicos esenciales, es necesario que el acuerdo reparatorio esté permitido por ley para que éste pueda poner fin al proceso penal.
- Datos: Q5657142